# Christy Brown
Christy Brown (Dublin, 5 de junho de 1932 - East Pennard, 7 de setembro de 1981) foi um pintor e escritor irlandês. Nasceu com uma severa paralisia cerebral que só lhe permitia mover o seu membro inferior esquerdo, o que com os dedos do seu pé, conseguia pintar e escrever, coisa que o autonomizou e de certa forma o notabilizou na sua contemporaneidade.
A sua maior obra foi My Left Foot" de 1954, retratado no filme My Left Foot de 1989, e galardoada na academia de Hollywood em 1990, onde o seu actor principal ganhou o óscar para melhor intérprete; Daniel Day-Lewis, que encenou a vida do autor da obra autobiográfica.